# HD 89414
HD 89414，又名BD+54 1367，SAO 27609、HR 4052，是一颗恒星，视星等为6，位于銀經157.93，銀緯51.4，其B1900.0坐标为赤經10h 14m 3.1s，赤緯+54° 51.4′ 8″。